# Анаденко Фрідріх Пилипович
Анаденко Фрідріх Пилипович (нар. 29 червня 1937, Де-Кастрі, Ульчський район, Хабаровський край) — радянський та український письменник російського походження, громадський діяч, дисидент, проросійський публіцист. Учасник антирадянського руху опору 1960-1990-их років. Політв'язень радянських тюрем і концтаборів. Співорганізатор партії «Демократичний союз», лідер київського осередку «Демократичного союзу». Інженер-випробувач стратегічних ракет; автор критичної книжки про соціалізм «Нормальний хід».
Після здобуття Україною незалежності займався переважно публіцистикою. Був письменником та кореспондентом тижневика «2000». У статтях яскраво виявляв свої українофобські переконання, заявляв про неминучий розпад України.

## Життєпис
Фред Анаденко народився 29 червня 1937 року в поселенні Де-Кастрі Ульчського району, Хабаровського краю РРФСР в родині військового, що відбував службу на Далекому Сході.
Навчався у військово-морському училищі в Пушкіні, під Ленінградом. Щоб дізнатися, що таке «культ особи», самостійно вивчав марксистсько-ленінську філософію.
1959 року закінчив Севастопольське вище військово-морське училище за фахом інженер ракетної зброї і 1960 року направлений на космодром Байконур. Зайняв посаду інженера-випробувача стратегічних ракет. Того ж року вступив у КПРС. Готувався скласти кандидатський мінімум.
1960 року одружився. 1961 року народилася дочка Уляна, 1964 року — Поліна.
Коли в жовтні 1964 року Микита Хрущов був усунутий з посади Першого секретаря ЦК КПРС, Анаденко знову засів за літературу — історичну, економічну. Ґрунтовно вивчив «Капітал» Карла Маркса. З колегами Володимиром Волковим, Євгеном Спічаком обговорював політичні питання і прийшов до висновку, що в СРСР насправді не соціалізм, а лжесоціалізм. Почав записувати свої міркування.
1968 року, після окупації Чехословаччини, Анаденко вирішив, що має піти з армії, бо не зміг би душити демократію. Мав конфлікт з парторгом через нешляхетні методи розбирання особових справ. Демонстративно пішов з партзборів, з парткомісії. У жовтні 1968 року виключений з КПРС за «порушення Статуту і відмову виконати партійне доручення». У чині майора, нагороджений кількома медалями за бездоганну службу, 1970 року пішов у запас і в березні приїхав із родиною в Київ.
У Києві протягом 6 років працював у метрополітені, 6 років — на фабриці технічних паперів. Тим часом писав книжку «Нормальний хід», у якій мав пояснити, чому в СРСР не соціалізм, а лжесоціалізм, як із часом він вийде на нормальний шлях і трансформується в нормальне суспільство. Фрагменти книжки з 1980 року посилав на рецензію давньому однодумцеві Володимиру Волкову, не вдаючись до жодної конспірації.
2 квітня 1982 року в помешканні Анаденко відбувся обшук, вилучено 22 зошити та 135 окремих аркушів та все листування. Виявилося, що його листуванням цікавився КДБ. Одночасно обшуки відбулися у Володимира Волкова в Москві та в сестри Анаденко киянки Наталі Федотової, яка передрукувала перші глави книжки. Автор опинився у слідчому ізоляторі КДБ УРСР. 16 червня до Києва викликали Волкова і заарештували на вокзалі.
Через два дні після арешту Анаденко відмовився давати покази, заявив, що проводив наукове дослідження за науковою методикою і не несе відповідальності за результат. Щоб не марнувати часу, на допити ходив із книжками, а слідчий «шив» справу, виписуючи з рукописів Анаденко, що йому потрібно було. У камеру не носили газет, не було радіо. Анаденко сам запропонував провести психіатричну експертизу. Павлівська лікарня у липні 1982 визнала його осудним. У жовтні Київський міський суд, незважаючи на те, що праці Анаденко не набули ніякого поширення, що означає відсутність факту «агітації і пропаганди», виніс вирок за трьома кодексами. За ч.1 ст. 62 КК УРСР, ст. 70 КК РРФСР та ст. 56 КК КазРСР засуджений на 7 років ув'язнення у таборах суворого режиму та 5 років заслання; Волков — на 5 років ув'язнення та 2 роки заслання. На суд були викликані свідками всього 5 осіб: Євген Спічак, сестра, дружина і дочки Анаденко, які не дали показів проти нього. Суд «обґрунтував» наявність наміру підірвати радянську владу одним реченням: «Як видно з матеріалів справи».

Головне звинувачення: 

| «Анаденко отрицает факт построения социализма в СССР, пытается обосновать невозможность социалистических преобразований в современном мире и тем самым подорвать авторитет коммунистического движения, в связи с чем пишет: "Чем больше стран становятся на путь социализма, чем многочисленнее становятся коммунистические партии, тем глубже кризис коммунистического движения". Далее он твердит об отсутствии в СССР демократических свобод и сравнивает советский государственный строй с фашистским и, предсказывая ему гибель, изрекает: "Чудовищная смесь фашистского отношения к правам человека, товарного производства и коммунистической фразеологии, господствующей в СССР, долго продержаться не сможет…"». (рос.) |
| |

Суд позбавив Анаденко і Волкова офіцерських звань і вийшов з представленням до Президії Верховної Ради СРСР про позбавлення їх державних нагород, також постановив знищити рукописи Анаденко і Волкова «як предмети, що не мають ніякої цінності».
22 грудня 1982 року Анаденко етапом вивезли до Мордовії. У табір ЖХ-385/3-4, що в селищі Барашево Теньгушовського району, він прибув 30 грудня. Тут були політв'язні Василь Стрільців, Юрій Бадзьо, Юрій Мельник, Дмитро Мазур, пізніше Володимир Делидівка, Григорій Куценко, Євген Анцупов, Генріх Алтунян.
Політв'язні складали кістяк табору. Вивчали юриспруденцію, писали скарги та заяви, відзначати голодуваннями День політв'язня — 30 жовтня та 10 грудня — День прав людини, сиділи в карцерах. По неділях влаштовували своєрідні семінари з обміну прочитаним. Робота — шиття рукавиць — і режим здавалися неважкими. Це була справжня школа, яка згодилася згодом на волі.
У грудні 1986 року Теньгушовський районний суд виніс вирок: «перевести Анаденко на тюремне утримання до кінця терміну». У лютому 1987 року його разом з іншими в'язнями вивезли етапом до Москви, відтак до Києва. Тоді під тиском Заходу в СРСР почалася кампанія звільнення політв'язнів. Вимагалося небагато: письмово пообіцяти, що не будеш порушувати закону. Розмову про це влаштували в присутності батька і сестри Наталі (дружина тим часом розірвала шлюб). Анаденко написав, що не вважає себе винним, але вітав ліквідацію інституту політв'язнів, зобов'язався дотримуватися закону, проте буде вимагати, щоб закону дотримувалася і влада. 16 березня 1987 року Анаденко звільнений за Указом Президії Верховної Ради СРСР від 12 березня про помилування.
Після звільнення жив у Києві у батьків, а працював у будівельній бригаді в радгоспі «Бортничі». Одружився з Ніною Мостепановою. Встановив контакти з дисидентськими колами Москви, зокрема, з Сергієм Григор'янцом, який видавав журнал «Гласність». Коли влітку 1987 року за ініціативою Сергія Набоки виник Український культурологічний клуб, Анаденко підтримував контакти з ним.
Клопотаннями Володимира Волкова, пленум Верховного Суду СРСР на протест Голови Верховного суду СРСР 27 вересня 1988 року скасував вирок і справу припинив за відсутністю складу злочину. За реабілітацією, після року зволікань, Анаденко повернути житло, сплатити компенсацію, за яку той зміг купити меблі.
Восени 1988 року Анаденко вступив до партії «Демократичний союз». Брав участь у написанні Програми партії. З розпадом СРСР робота Київської організації «Демократичного союзу» припинилася. Для Анаденко завжди найважливішими були загальнодемократичні норми.
Після здобуття Україною незалежності займався переважно публіцистикою. Був письменником та кореспондентом тижневика «2000». У статтях яскраво виявляв свої українофобські переконання, заявляв про неминучий розпад України.
Анаденко співпрацює з Міжнародним товариством (колишніх) Радянських Політв'язнів, входить до Української секції, яка опікується політв'язнями і репресованими, надає їм гуманітарну допомогу, також багатодітним, дитячим будинкам. Дійсний член Української секції Міжнародного товариства прав людини, постійно бере участь у проведенні Міжнародних конкурсів шкільних та студентських робіт з прав людини. Проживає у Києві.